# Andrew Weibrecht
Andrew Weibrecht (* 12. února 1986, Lake Placid, USA) je americký alpský lyžař.

## Počátky
Narodil se v Lake Placid a lyžovat se učil v areálu, který pořádal zimní olympiádu v roce 1980. Vystudoval The Winter Sports School v Park City v Utahu.

## Kariéra
Ve světovém poháru se poprvé objevil v roce 2006 a jeho nejlepším umístěním jsou doposud dvě desátá místa v letech 2008 a 2012 ve sjezdu, respektive v Super G.
O to větší překvapení byl jeho zisk bronzové medaile v Super G na zimních olympijských hrách ve Vancouveru.